# Skeletá
Skeletá (altgriechisch σκελετά „verwelkt“) ist das sechste Studioalbum der schwedischen Heavy-Metal-Band Ghost. Das Album erschien am 25. April 2025 über das Label Loma Vista. Skeletá erreichte in acht Ländern Platz eins der Albumcharts, darunter Deutschland, Österreich, die Schweiz, Schweden und erstmals in den Vereinigten Staaten.

## Entstehung

### Songwriting
Im Dezember 2023 erklärte der Sänger Tobias Forge gegenüber dem britischen Magazin Metal Hammer, dass er an einem neuen Studioalbum arbeite und bereits einige Lieder fertig gestellt hätte. Er verglich seine Rolle mit dem eines Kochs, der verschiedene Restaurants besitzt. Jedes neue Album wäre laut Forge ein neues Restaurant, aber er müsse nicht mit einem leeren Blatt Papier beginnen. Wenn die „geheime Sauce“ von seinem Notebook kommt, dann wird es nach Ghost klingen. Im Gegensatz zu den früheren Alben enthält Skeletá kein Instrumental. Forge erklärte, dass es bereits Instrumentale wie Miasma gibt und er kein Interesse daran hat, Instrumentale zu schreiben, nur um welche auf einem Album zu haben.
Stattdessen wollte er mehr instrumentale Passagen in die Lieder einbauen. Tobias Forge arbeitete auf Skeletá erneut mit externen Songwritern zusammen. So schrieb Max Grahn bei sechs Liedern mit, während Vincent Pontare und Salem Al Fakir zusammen bei zwei Liedern, eines davon die erste Single Satanized, mitschrieben. Lediglich die Lieder Missilia Amori und Marks of the Evil One schrieb Tobias Forge im Alleingang. Musikalisch tendieren die Lieder des Albums mehr in Richtung Adult Oriented Rock. Für Skeletá verwendete Forge mit Satanized und De Profundis Borealis zwei Lieder, die er ursprünglich für das Vorgängeralbum Impera geschrieben hatte, aber nicht zu den anderen Liedern des Albums passten.

### Aufnahmen
Skeletá wurde in den Capitol Studios in Hollywood und den Studios Atlantis Metronome sowie Apmamman Studios in Stockholm aufgenommen. Produziert wurde das Album von Tobias Forge unter dem Pseudonym Gene Walker. Sämtliche E-Gitarren wurden vom Opeth-Gitarristen Fredrik Åkesson eingespielt, während Salem Al Fakir das Keyboard einspielte. Max Grehn spielte die akustischen Gitarren und das Schlagzeug ein. Bei dem ersten Lied Peacefield ist ein Kinderchor zu hören. Gemischt wurde das Album von Andy Wallace und Dan Malsch, während Ten Jensen das Mastering übernahm.
Für die Aufnahmen der Gitarren wurde der vom Boston-Gitarristen Tom Scholz entwickelte Verstärker Rockman verwendet. Zwar wäre laut Forge der erzeugte Sound „recht dünn“, würde aber „total nach den Achtzigern klingen“. Zusätzlich wurden alle Gitarrenspuren zusätzlich mit voller Verzerrung über Marshall-Boxen aufgenommen. Mit dem ersten Mix des Albums zeigte sich Tobias Forge jedoch völlig unzufrieden. Das Album wurde komplett neu gemischt und die über die Marshall-Boxen aufgenommenen Gitarren weiter in den Vordergrund gezogen.

### Veröffentlichung
Wie bei jedem Ghost-Album tritt Sänger Tobias Forge unter einem neuen Pseudonym auf und nennt sich nun Papa V Perpetua. Die Ankündigung hierzu erfolgte Anfang Februar 2025, als Ghost als Gast für das letzte Konzert der Band Black Sabbath am 5. Juli 2025 in Birmingham angekündigt wurden. Wenige Tage später tauchten auf allen Social-Media-Kanälen der Band das Banner „V is coming“ auf. Auf Spotify wurde eine gleichnamige Playlist hochgeladen, die neun Ghost-Lieder enthält. Liest man die Anfangsbuchstaben der Titel von oben nach unten erhält man das Wort „Satanized“. Einige Ghost-Fans brachten den katholischen Gedenktag Perpetua und Felicitas, der am 7. März stattfindet, mit der Ankündigung in Verbindung.
Die erste Single Satanized wurde am 5. März 2025 samt dem dazugehörigen Musikvideo veröffentlicht. Gleichzeitig kündigte die Band den Albumtitel, das Albumcover und das Veröffentlichungsdatum an. Am 11. April 2025 folgte mit Lachryma die zweite Single inklusive Musikvideo. Die dritte Single Peacefield erschien am 22. April 2025. Das dazugehörige Musikvideo folgte sechs Tage später. Bei allen Musikvideos führte Amir Chamdin Regie.

## Hintergrund
Während es auf den beiden vorangegangenen Studioalbum Impera und Prequelle größtenteils um Aufzeichnungen und Beobachtungen zu nach außen gerichteten Themen ging, richtete Sänger Tobias Forge auf Skeletá den Blick nach innen und schrieb introspektive Texte. Diese würden sich wie ein Dialog mit dem Spiegelbild anfühlen.

„Ich glaube, dass der Großteil der Geschichte die Tendenz hat, sich im Kreis zu bewegen, sowohl im Guten wie im Schlechten. Große gesellschaftliche und strukturelle Kritik ist ein immergrünes Thema. Aber die ewigen menschlichen Elemente sind gleichwichtig. Daher hatte ich die Intention, ein Liedeslied, ein Hasslied, ein Lied über Hoffnung, ein Lied übers Bedauern zu schreiben. Alle grundlegenden menschlichen Empfindungen.“

Das erste Lied Peacefield steht für die Hoffnung und Satanized steht für die Liebe. Missilia Amori beschreibt laut Forge das Gefühl, wenn aus Liebe Hass wird und jemand andere Menschen stärker macht, in dem man sich ihnen unterwirft. De Profundis Borealis handelt von der Reue und wurde vom Schriftsteller Oscar Wilde inspiriert, während es in Cenotaph um Trauer geht. Das letzte Lied Excelsis würde das Leben bestärken.

„Das Werk und die darüber thronende Botschaften raten, das Leben zu umarmen. Unsere Mission ist es, unser Bestes zu geben und das Beste aus unserer Zeit zu machen. Insbesondere in schweren Zeiten wie diesen!“

## Rezensionen
Das deutsche Magazin Rock Hard kürte Skeletá zum „Album des Monats“ schrieb, dass sich auf dem Album weder ein „Stinker“, noch „absolute Übernummern“ befinden. Jedoch wäre das Album „in der Gesamtheit allemal meilenweit über den Durchschnitt dessen, was sonst in der Redaktion eintrudelt“. Peters vergab neun von zehn Punkten. Lothar Gerber vom deutschen Magazin Metal Hammer bezeichnete Skeletá als „reines Fest“, welches jedoch „mehr als drei Durchläufe benötigt, um richtig zu zünden“. Die Kompositionen würden „weniger Riff-betont daherkommen“ und sich „mehr Zeit lassen“. Auch wenn Satanized ein trügerischer Vorbote gewesen wäre, vergab Gerber sechs von sieben Punkten.
Kritischer zeigte sich Andreas Schiffmann vom Onlinemagazin Musikreviews.de. Seiner Meinung nach machen sich „leichte Abnutzungserscheinungen bemerkbar“. Tobias Forge und seine Zuarbeiter würde es „offensichtlich an einem Mangel an spritzigen Einfällen mangeln“ oder sie „spulen einfach nur noch ihre vertraute Masche ab“. Schiffmann vergab neun von 15 Punkten. Tobias Tißen vom Onlinemagazin Morecore schrieb, dass Ghost auf dem Höhepunkt ihrer Karriere ihr bisher schwächstes Album abliefern, wobei Skeletá weit weg von einem schlechten Album wäre. Es gäbe zu viele Tracks, die nicht an die Klasse alter Ghost-Großtaten heranreichen, wofür Tißen 6,5 von zehn Punkten vergab.

## Chartplatzierungen
Skeletá erreichte in der ersten Verkaufswoche Platz eins der deutschen Albumcharts. Die Band stand damit zum zweiten Mal nach Impera (März 2022) an der Chartspitze. Darüber hinaus belegte das Album im Veröffentlichungsmonat die Chartspitze der deutschen Vinylcharts. Hier stand die Band nach Prequelle (Juni 2018) ebenfalls zum zweiten Mal an der Spitze der Charts.
In Schweden erreichten Ghost bereits zum siebten Mal die Spitze der Albumcharts. In den Vereinigten Staaten erreichte die Band zum ersten Mal die Chartspitze. In der ersten Woche nach der Veröffentlichung wurden in den Vereinigten Staaten rund 86.000 Album-äquivalenten Einheiten verkauft, wovon rund 77.000 reine Albumverkäufe waren. 44.000 Einheiten entfielen auf Vinylverkäufe. Darüber hinaus avancierte Skeletá ebenfalls zum Nummer-eins-Erfolg in Australien, Belgien-Flandern, Finnland und Österreich.
| ChartsChartplatzierungen       | Höchstplatzierung | Wochen |
| ------------------------------ | ----------------- | ------ |
| Deutschland (GfK)              | 1 (… Wo.)         | …      |
| Österreich (Ö3)                | 1 (7 Wo.)         | 7      |
| Schweden (GLF)                 | 1 (… Wo.)         | …      |
| Vereinigte Staaten (Billboard) | 1 (3 Wo.)         | 3      |
| Vereinigtes Königreich (OCC)   | 2 (… Wo.)         | …      |